# Angela guianensis
Angela guianensis es una especie de mantis de la familia Mantidae.

## Distribución geográfica
Se encuentra en Bolivia, Brasil, Costa Rica, Guayana Francesa, Guyana, Colombia Surinam y Venezuela.